# Meer van Estaens
Het meer van Estaens (Spaans: ibón de Estanés of ibón de Astanés, Frans: lac d'Estaens) is een meer in de Spaanse gemeente Ansó, comarca Jacetania en de provincie Huesca. De noordelijke oever grenst aan Frankrijk.
Het meer is gelegen op 1754 meter hoogte en heeft een oppervlakte van 0,29 vierkante kilometer. Als bron heeft het een gletsjer die is afgedamd.